# سهره درختی متوسط
سهره درختی متوسط (نام علمی: Camarhynchus pauper) نام یک گونه از تیره زردپره‌ایان است.
این گونه پرنده بوم‌زاد جزایر گالاپاگوس در ساحل فلوریانا یافت می‌شود. این پرنده به علت تخریب زیستگاه و شکار غیرمجاز در اتحادیه بین‌المللی حفاظت از طبیعت یک گونهٔ در معرض انقراض طبقه‌بندی گردیده است.